# Второе послание к Фессалоникийцам
Второе послание к Фессалоникийцам (др.-греч. B΄ Ἐπιστολὴ πρὸς Θεσσαλονικεῖς, лат. Epistula II ad Thessalonicenses) — книга Нового Завета, адресованная христианской общине Фессалоник. Входит в число посланий апостола Павла.

## История
Основанная в Фессалониках (современные Салоники) учениками апостола Павла Силой и Тимофеем христианская община была одной из любимых общин апостола, несмотря на то, что сам он был в Фессалониках весьма непродолжительное время (Деян. 17:1—10).
Через несколько месяцев после написания в Коринфе Первого послания к Фессалоникийцам Павел написал и второе послание.
Начальное приветствие «Павел, Силуан (Сила) и Тимофей — фессалоникийской церкви» говорит о том, что в написании послания принимали участие и ученики апостола.

## Основные темы
Основной темой послания является «пришествие» (παρουσία) Господа (2:1), которому будет предшествовать «отступление» (ἀποστασία) и появление «человека греха» (ἄνθρωπος τῆς ἁμαρτίας) и «сын погибели» (2:3). Это существо в Храме Божьем будет выдавать себя за Бога, однако и этому событию будет предшествовать изъятие «удерживающего» (κατέχων). Когда же придёт Иисус Христос, то он убьёт «человека греха» «духом уст» своих (2:8).
Также в послании содержится призыв к труду «кто не хочет трудиться, тот и не ешь» (3:10). Похожая фраза содержится в Дидахе (12:3) «Если же он желает поселиться у вас, то, если он ремесленник, пусть трудится и ест».